# Psicoanalisi e cinema
Il cinema e la psicoanalisi sono grosso modo coetanei. Nel 1895, l'anno in cui a Parigi veniva proiettato il primo film dei fratelli Lumière, a Vienna Freud eseguiva la prima interpretazione d'un sogno. I rapporti fra le due discipline sono stati molteplici. Tra l'altro:
1. la vita di Freud, o di altri celebri psicoanalisti, è stata rappresentata in numerosi film;
2. la psicoanalisi è un tema importante, o predominante, in molti film;
3. alcune sceneggiature sono state impostate con un taglio caratterizzato da evidenti riferimenti psicoanalitici; questo è in particolare vero per le opere di autori di sceneggiatura o registi dotati di specifiche conoscenze nel settore psicoanalitico, come Federico Fellini;
4. la psicoanalisi è stata applicata alla critica cinematografica (così come a quella letteraria);
5. i casi clinici, laddove fu possibile, vennero presto filmati.

Più in generale si è sempre parlato di Hollywood come "fabbrica dei sogni", e del cinema classico statunitense come grande fantasma occidentale.

## Storia
Pioniere di questi studi fu Hugo Mauerhofer, con The Psychology of Cinematic Experience (1949). Nel 1950 un altro dei primi studi che analizzarono il cinema dal punto di vista psicologico era quello di Martha Wolfenstein e Nathan Leites, che si occupavano di film come luogo di rappresentazione del mito contemporaneo, dove si cristallizzano i sogni comuni e si superavano le paure collettive per una sorta di esorcismo. Anche Hortense Powdermaker parlava in questi termini e descriveva i lavoratori di Hollywood come "tribù", mentre Suzanne Langer nel 1953 già parlava di sogno collettivo.
In Francia, Edgar Morin scrisse nel 1956 Le Cinéma ou l'homme imaginaire descrivendo l'esperienza della visione di un film in parallelo alla pedagogia infantile, ed evidenziando l'intensità nevrotica con cui lo spettatore e il bambino si fanno entrambi prendere a un livello di regressione voyeuristica.
Nel 1975 il n. 23 della rivista Communications dedicato al rapporto tra psicoanalisi e cinema ospita, tra l'altro, un articolo di Roland Barthes sulla situazione spettatoriale con la sala come luogo di fascinazione simile alla fase dello specchio lacaniana, basata su sottomotricità (come nell'ipnosi) e ipertrofia della vista, prontezza a feticizzare.
Poco più tardi Christian Metz, nel suo libro Le Signifiant imaginaire: psychanalyse et cinéma (1977), analizza il linguaggio del cinema da un punto di vista psicoanalitico, individuando nello "spostamento" e nella "condensazione" i meccanismi comuni al film e al sogno. Lo spostamento, che secondo Freud e Lacan è uno dei meccanismi del linguaggio dell'inconscio, è quel fenomeno secondo il quale possiamo parlare a una figura che si trasforma in un'altra o vedere un paesaggio che si muove senza per questo rivelarne l'artificio o l'incoerenza: così come nel linguaggio audiovisivo possiamo girare un angolo e trovarci direttamente in un portone o attraversare luoghi e soglie per ellissi. La condensazione, inoltre, ci permette di vedere allo stesso tempo un personaggio e l'attore che lo interpreta e affezionarci al secondo seguendo il primo per identificazione e divismo.
In Italia il numero 13 di Cinema & Cinema e le traduzioni di Metz degli anni 1970 portarono l'attenzione alla psicoanalisi come strumento d'analisi critica del cinema.
Anche Jean-Louis Baudry e Jean-Louis Comolli si sono occupati di cinema dal punto di vista psicoanalitico, in particolare secondo il problema di rappresentazione della realtà il cui effetto simulato al cinema si mostra come "apparato" atto a far rivivere allo spettatore una sorta di narcisismo.
La stessa teoria è stata ripresa in chiave femminista da Costance Penley, che la definiva una "macchina dello scapolo", e poi da Joan Copjec che leggeva tutto in chiave paranoica (entrambe nel 1989).

### Filmografia
L'elenco che segue indica, in ordine cronologico ma senza pretesa di esaustività, alcuni film in cui la rilevanza dei temi psicoanalitici è particolarmente evidente.
- Il mistero dell'anima (1926) di Georg Wilhelm Pabst. Per questo film, Pabst chiese l'intervento come autore della sceneggiatura dello stesso Freud (che declinò l'invito).
- Un chien andalou (1929) di Luis Buñuel. La sceneggiatura è ispirata a sogni di Salvador Dalí e Buñuel. Entrambi erano surrealisti e avevano fatta propria l'interpretazione freudiana del sogno.
- Rebecca la prima moglie (1940) Alfred Hitchcock
- Io ti salverò (1945) di Alfred Hitchcock
- La scala a chiocciola (1946) Robert Siodmak
- Lo specchio scuro (1946) Robert Siodmak
- La fossa dei serpenti (1948) Anatole Litvak
- Dietro la porta chiusa (1948) Fritz Lang
- La finestra sul cortile (1954) di Alfred Hitchcock è stato considerato un film esemplare per il tema di voyeurismo e illusione.
- L'occhio che uccide (1960) Michael Powell
- Psyco (1960) Alfred Hitchcock
- Freud - Passioni segrete (1962) di John Huston riprende la vita del padre della psicoanalisi.
- 8½ (1963) di Federico Fellini. Molte opere di Fellini hanno una forte componente onirica. Fellini riportava alcuni dei suoi sogni in forma di disegni (in questo modo è nata la raccolta di disegni intitolata Il libro dei miei sogni) e nei suoi film.
- Marnie (1964) Alfred Hitchcock
- Repulsion (1956) Roman Polański
- Persona (1966) Ingmar Bergman
- Il rito (1969) Ingmar Bergman
- Diario di una schizofrenica (1970) di Nelo Risi
- Chi è Harry Kellerman e perché parla male di me (1971) di Ulu Grosbard
- Solaris (1972) Andrej Tarkovskij
- Il portiere di notte (1974) Liliana Cavani
- Adèle H., una storia d'amore (1975) di François Truffaut
- L'inquilino del terzo piano (1976) Roman Polansky
- Sinfonia d'autunno (1978) Ingmar Bergman
- Un mondo di marionette (1980) Ingmar Bergman
- Sogni d'oro (1981) di Nanni Moretti
- Una lama nel buio (1982) di Robert Benton
- La casa dei giochi (1987) David Mamet
- Inseparabili (1988) David Cronenberg
- Cattiva (1991) di Carlo Lizzani
- Analisi finale (1992) Phil Joanou
- Lost Highway (1997) di David Lynch
- K-PAX - Da un altro mondo (2001) Iain Softley
- La stanza del figlio (2001) di Nanni Moretti
- Mulholland Drive (2001) di David Lynch
- One Hour Photo (2002) Mark Romanek
- Mi chiamavo Sabine Spielrein (2002) di Andrew Marton
- Prendimi l'anima (2002) di Roberto Faenza
- La casa dei matti (2002) di Andrej Konchalovski
- 50 volte il primo bacio (2003) di Peter Segal
- The Aviator (2005) di Martin Scorsese
- Asylum (2005) di David Mackenzie
- Sybil (2007) Joseph Sargent